# Сичуанський перець
Сичуанський перець (кит.: 花椒) — традиційна китайська пряність з провінції Сичуань. Застосовується також в індонезійській, японській, непальській, індійській, корейській, бірманській та тибетській кухнях. Інші назви «китайський коріандр», «ганусовий або лимонний перець», хуацзао (квітковий перець), санчо, чопі. В Стародавньому Китаї цю пряність настільки шанували, що їжу і вино з додаванням сичуанського перцю приносили на вівтар богам.

## Опис
Це зрілі плоди деяких видів дерев і колючих чагарників роду Zanthoxylum родини Рутових. Жодного відношення до перців ця рослина не має, а перцем називається за аналогією.
Дозрілі плоди розкриваються наче зірковий ганус, тому сичуанський перець ще іноді називають «ганусовим» перцем. Зовні коробочки коричнево-червоні, внутрішня сторона — жовта. В середині коробочки містяться чорні круглі плоди діаметром 2-8 мм. Оскільки вони сильно гірчать, їх видаляють для того, щоб не зіпсувати страву. Вся цінність прянощі міститься в скоринці (нагадує напіврозкритий буковий горішок) — це пікантна гострота і тонкий лимонно-деревний аромат. Приємний післясмак нагадує м'яту — холодок і легке оніміння.

## Застосування в кулінарії
Сичуанський перець використовується як змеленим, так і цілим. Особливо добре він поєднується з м'ясом птиці (качкою, куркою), свинини, морепродуктами і рибою. Також використовується в приготуванні супів, основних страв, в заправках, маринадах, соусах, кондитерських виробах. В Японії мелений сичуанський перець також кладуть в локшину і супи, додають в пряні суміші. Найвідоміша страва, в якому використовується мелений сичуанський перець — унаги кабаякі (смажене на грилі філе вугра).
Зазвичай не рекомендується заглушати смак і аромат сичуанського перцю іншими прянощами — настільки він тонкий і цікавий. Але, однак, його досить часто можна зустріти в складі традиційних японських і китайських приправ. Особливо вдалі і гармонійні поєднання сичуанського перцю з бадьяном, імбиром і червоним перцем.
Сичуанський перець може використовуватися як самостійна приправа до страв, а також у складі різних сумішей з п'яти, семи і навіть тринадцяти різних перців. Мариновані плоди сичуанського перцю є відмінною пряною закускою. В Японії також використовують молоді пагони, листя, квіти цієї рослини в приготуванні салатів, супів, основних страв.

## Застосування у медицині
У ньому містяться вітаміни А, каротин, піридоксин, тіамін, а також мінерали: мідь, залізо, фосфор, калій, марганець, цинк і селен. У складі цього перцю можна виділити ефірні олії лімонен, сабінен та терпінен. А ще він містить антиоксиданти і деякі біологічно активні сполуки, завдяки яким і відчувається незвичайне поколювання й оніміння в роті.
Здавна використовується як стимулюючий засіб, здатний позбавити людину від нудьги і налагодити травлення. Його настій може знизити високий кров'яний тиск, сприяє розширенню кровоносних судин, нормалізує кровообіг, може поліпшити самопочуття під час застуди. Зовнішнє застосування пасти з сичуанського перцю використовується як місцевий анестетичний і антимікробний засіб.
Новітні дослідження в галузі лікування ракових пухлин показують, що речовини, що містяться в сичуанському перці, можуть допомогти у створенні ліків проти раку. Вчені виявили, що ці речовини зупиняють зростання аномальних ракових клітин, не зачіпаючи роботу нормальних, здорових клітин. Таке лікування може стати ефективним для ракових захворювань таких областей, як підшлункова залоза, молочна залоза і простата.
Екстракт, що отримується із зовнішніх оболонок сичуанського перцю, має як короткочасний, так і довгостроковий омолоджувальний ефект. Крім цього, велика кількість антиоксидантів, що містяться в цьому перці, сприяє руйнуванню вільних радикалів. Таким чином, в клітинах не відбуваються негативні окислювальні процеси.

## Виробництво
Для сушіння плоди збирають при повній зрілості, коли коробочки вже розкрилися, а насіння готові залишити коробочку. Іншу частину плодів збирають раніше і маринують. Також з сичуанського перцю готують олію.

## Види
- Zanthoxylum piperitum — місце проростання є Япония і Корейський півострів. Основу становлять цитронелаль, цитронелол Z-3-гексенал з анісовим запахом;
- Zanthoxylum simulans — вирощується на Тайвані, має дуже тонкий запах. В ньому переважно присутні бета-мірцен, лімонен, 1,8-цинеол, Z-β-оцимен;
- Zanthoxylum acanthopodium — поширено в Індонезії та на Тайвані. Містить цитронелаль і лімонен, найгіркіший з інших видів;
- Zanthoxylum armatum — поширено у Непалі. Містить 50 % ліналоолу, а також лімонен, метілциннамат, цинеол;
- Zanthoxylum rhetsa — вирощується в штаті Гуджарат (Індія), має темно-сірий колір. Насичений сабіненом, лімоненом, піненом, цимолом, терпіненом, 4-терпінеолом, α-терпінеолом, відчутно щипає язика;
- Zanthoxylum fagara — Центральна і Південна Африка, Південна Америка. В ньому переважно містяться алкалоїди та кумарини.